# Chiesa delle Anime Purganti (Iglesias)
La chiesa delle Anime Purganti è un edificio religioso ubicato a Iglesias.

## Storie e descrizione
La chiesa, sorta nel XVIII secolo per iniziativa della Confraternita delle Anime, ha un prospetto semplice, che ricorda quello della chiesa di San Giuseppe. Sulla facciata bianca spiccano il portale, il rosone ed il soprastante campanile a vela che ospita una campana decorata con quattro angeli fra foglie d'acanto. All'interno dell'edificio si apre una piccola aula mononavata scandita in campate da archi a tutto sesto. L'impianto attuale è il risultato di un recente restauro che ha dato una nuova interpretazione più contemporanea agli spazi. All'edificio è annesso il monastero delle Figlie della Chiesa.